# Chine
Chine, Pleme, možda porodice Muskhogean. koje je 1674. naseljeno s druga dva plemena Amacano i Caparaz na jednoj misiji (San Luis) u zemlji Apalachee Indijanaca na Floridi, a kasnije 1680. nalaze se na misiji San Pedro de los Chines.
Populacija sva tri plemena 1674. iznosila je oko 300. Govorili su istim jezikom kao i Amacano i Caparaz. Ostali podaci o njima nisu poznati. 